# Бассем Амін
Бассем Амін (9 вересня 1988, Танта) — єгипетський шахіст, гросмейстер від 2006 року.

## Шахова кар'єра
Один із найталановитіших єгипетських шахістів в історії. Багато разів перемагав на чемпіонаті арабських країн серед юніорів у різних вікових категоріях, зокрема, до 10 років, 12 а також двічі до 14 років. 2004 року переміг на чемпіонаті Африки серед юнаків до 20-ти років, а також посів 4-те місце на чемпіонаті світу серед юнаків до 16 років в Іракліоні. Наступного року знову святкував перемогу на чемпіонаті континенту серед юнаків до 20-ти років (у Габороне), а також (у 17 років) на дорослому чемпіонаті Африки, який відбувся в Дубаї. У 2006 році здобув у Батумі бронзову нагороду чемпіонату світу серед юнаків до 18 років а також святкував перемогу w Касабланці на чемпіонаті арабських країн серед юнаків до 20-ти років, цей успіх повторив через рік у Дубаї. 2007 переміг (разом з Ашотом Анастасяном) на сильному турнірі за швейцарською системою Абу-Дабі (перед, зокрема, Гампі Конеру, Кареном Асряном, Баадуром Дробавою i Євгеном Мірошниченком). У 2009 році здобув у Триполі звання чемпіона Африки. 2013 року поділив 1-ше місце (разом з Павлом Ельяновим i Веслі Со) на Рейк'явік опен, а також здобув у Тунісі другу в кар'єрі золоту медаль чемпіонату Африки. У 2014 році здобув у Ханьї золоту медаль чемпіонату середземноморських країн, крім того у Віндгуку — срібну медаль чемпіонату Африки.
Неодноразово представляв Єгипет на командних змаганнях, зокрема,:
- чотири рази на шахових олімпіадах (2008, 2010, 2012, 2014)[7],
- тричі на командних чемпіонатах світу (2010, 2011, 2013)[8],
- на всеафриканських іграх (2007); медаліст: разом з командою — золотий (2007)[9],
- двічі на командних панарабських чемпіонатах (2007, 2011); триразовий медаліст: разом з командою — двічі золотий (2007, 2011) а також в особистому заліку — золотий (2011 — на 2-й шахівниці)[10].

Найвищий рейтинг Ело дотепер мав станом на 1 січня 2014 року, досягнувши 2665 пунктів, посідав тоді 82-ге місце в світовій класифікації ФІДЕ, водночас посідав 1-ше місце серед єгипетських шахістів.

## Зміни рейтингу
| На цьому місці має відображатися графік чи діаграма, однак з технічних причин його відображення наразі вимкнено. Будь ласка, не видаляйте код, який викликає це повідомлення. Розробники вже працюють для того, щоби відновити штатне функціонування цього графіка або діаграми. | |
| | На цьому місці має відображатися графік чи діаграма, однак з технічних причин його відображення наразі вимкнено. Будь ласка, не видаляйте код, який викликає це повідомлення. Розробники вже працюють для того, щоби відновити штатне функціонування цього графіка або діаграми. |